# Gieorgij Wiejgielin
Gieorgij Jewgienjewicz Wiejgielin, ros. Георгий Евгеньевич Вейгелин (ur. 20 lutego 1886 w Rewlu, zm. wiosną 1945 w rejonie Gdańska) – rosyjski, a następnie estoński wojskowy, emigracyjny działacz społeczny, oficer Wehrmachtu podczas II wojny światowej.

## Życiorys
Ukończył korpus kadetów w Orenburgu, zaś w 1906 korpus morski. W 1907 awansował do stopnia porucznika. Od 1908 służył w Syberyjskiej Flocie Wojennej na krążowniku "Жемчугъ". Od 1910 dowodził torpedowcami "Nr 205", "Nr 211" i "Лейтенантъ Малеевъ". Następnie został oficerem wachtowym na transportowcu "Таймыръ". Uczestniczył w I ekspedycji hydrograficznej na Oceanie Lodowatym. W lipcu 1914 ukończył nikołajewską akademię morską. Brał udział w I wojnie światowej. Służył w 2 dywizjonie minowców Floty Bałtyckiej. Następnie objął dowództwo statku łącznikowego "Nr 222". Potem został starszym oficerem na stawiaczu min "Волга". Od listopada 1916 dowodził okrętem podwodnym "Туръ". Odbył 3 rejsy bojowe. Od kwietnia 1918 przebywał w Helsinkach. W grudniu tego roku wstąpił do nowo formowanej armii estońskiej, zostając dowódcą kanonierki "Lembit". Jednocześnie pełnił funkcję doradcy wojskowego dowódcy estońskiej floty wojennej adm. Johana Pitki. Uczestniczył w desancie oddziałów estońskich pod Kunda, a następnie walkach z wojskami bolszewickimi w rejonie Loksa-Tristre. Pod koniec grudnia 1918 przejął dowództwo torpedowca "Lennuk". Od czerwca 1919 służył w Armii Północno-Zachodniej gen. Nikołaja N. Judenicza. Dowodził pociągami pancernymi "Admirał Essen" i "Admirał Kołczak". Następnie objął dowództwo batalionu 23 Pułku Peczorskiego. Od grudnia 1919 był dowódcą 1 kompanii Samodzielnego Czołgowego Batalionu Uderzeniowego. Został odznaczony Orderem Św. Anny 2 klasy i Orderem Św. Stanisława 2 klasy. Po klęsce wojsk Białych zamieszkał w Estonii, otrzymując w 1921 miejscowe obywatelstwo. W marcu 1927 był współzałożycielem oddziału Kasy Samopomocy Marynarzy w Rewlu. Od 1929 pracował w zarządzie dróg wodnych. Pod koniec 1939 przeniósł się do Niemiec. Zmobilizowano go armii niemieckiej. Od stycznia 1945 służył w Volkssturmie. Przepadł bez wieści w ostatnich tygodniach wojny w rejonie Gdańska.